# Pouzolzia latistipula
Pouzolzia latistipula är en nässelväxtart som beskrevs av I. Friis och C.M. Wilmot-dear. Pouzolzia latistipula ingår i släktet Pouzolzia och familjen nässelväxter. Inga underarter finns listade i Catalogue of Life.